# معركة كلتة زمور (1989)
وقعت معركة كلتة زمور في 7 أكتوبر 1989، عندما هاجم مقاتلو البوليساريو بقيادة لحبيب أيوب قرية كلتة زمور على الجانب المغربي من الجدار الرملي. كان الهجوم أول اشتباك عسكري كبير في الحرب منذ عام 1988، حيث أنهت جبهة البوليساريو المفاوضات مع المغرب في ذلك العام. ورد ملك المغرب الحسن الثاني على الهجوم برفض لقاء ثان مع قادة البوليساريو. وبحسب صحيفة الباييس الإسبانية، قُتل ما لا يقل عن مائة جندي من الجانبين في الاشتباكات.

## معركة
بعد أن قام المغرب ببناء جدران رملية محصنة على الحدود الشمالية الغربية باتجاه الصحراء الغربية ، ردت جبهة البوليساريو بمهاجمة القاعدة المغربية في كلتة زمور. بينما كانت البوليساريو تتقدم خلال معظم الهجوم، تغلب المغرب عليها في النهاية بأعداد ومعدات متفوقة. قام المغرب بحماية الجدار ، وخسرت البوليساريو 18 دبابة وعربة مصفحة أخرى دمرتها مروحيات غازيل في الميدان.